# 로널드 조지프
로널드 조지프(영어: Ronald Joseph, 1944년 10월 9일 ~)는 미국의 피겨 스케이팅 선수이다. 그는 1964년 동계 올림픽에서 동메달을 획득했고, 1965년 세계 선수권 대회에서 은메달을 획득했다.

## 개인 생활
로널드 조지프는 1944년 10월 9일에 일리노이주 시카고에서 태어났다. 그는 유대인이고 플로리다에서 외과 의사로 일하고 있다.

## 선수 경력
그들은 1963년 세계 선수권 대회에서 8위를 했다. 비비언 조지프와 함께, 로널드 조지프는 1964년 인스부르크 동계 올림픽때 미국 대표팀으로 선발되었고 처음으로 4위를 했다. 그들은 피터 던필드의 지도를 받았다.